# Alice Braga
Alice Braga Moraes, född 15 april 1983 i São Paulo, är en brasiliansk skådespelare och producent.

## Filmografi i urval
- 1998 – Trampolim
- 2002 – Guds stad
- 2005 – Cidade Baixa
- 2007 – I Am Legend
- 2008 – Redbelt
- 2008 – Blindness
- 2009 – Crossing Over
- 2010 – Repo Men
- 2010 – Predators
- 2011 – Ritualen
- 2012 – On the Road
- 2013 – Elysium
- 2014 – Kill Me Three Times
- 2015 – By Way of Helena
- 2023 – Dark Matter (TV-serie)